# Dors, mon amour
Dors, mon amour (Spavaj, ljubavi moja) je pjesma koju je pjevao francuski pjevač André Claveau i koja je pobijedila na natjecanju pjesme Eurovizije 1958. u Hilversumu. Pjesmu je skladao Hubert Giraud, a tekst je napisao Pierre Delanoë
Pjesma je šansona uobičajena za to vrijeme. Pjevač se obraća svojoj ljubavi te joj govori da mirno spava. Pritom joj poručuje kako je neizmjerno voli te kako noć ima neku moć u kojoj joj može dokazati svoju ljubav. Na kraju pjesme naglašava kako je ta ljubav vječna.
Pjesma je na natjecanju bila izvedena treća po redu poslije "Heel de Wereld" Corry Brokken i prije "Un grand amour" Solange Berry. Francuska je pobjedom te večeri osvojila domaćinstvo sljedeće godine u Cannesu.